# Trichopterna
Genre
Trichopterna est un genre d'araignées aranéomorphes de la famille des Linyphiidae.

## Distribution
Les espèces de ce genre se rencontrent en écozone paléarctique et en Tanzanie.

## Liste des espèces
Selon World Spider Catalog (version 24.5, 18/01/2024) :
- Trichopterna cito (O. Pickard-Cambridge, 1873)
- Trichopterna cucurbitina (Simon, 1882)
- Trichopterna grummi Tanasevitch, 1989
- Trichopterna krueperi (Simon, 1885)
- Trichopterna loricata Denis, 1962
- Trichopterna lucasi (O. Pickard-Cambridge, 1875)
- Trichopterna macrophthalma Denis, 1962
- Trichopterna rotundiceps Denis, 1962
- Trichopterna seculifera Denis, 1962

## Systématique et taxinomie
Ce genre a été décrit par Kulczyński en 1894 dans les Theridiidae.

## Publication originale
- Chyzer & Kulczyński, 1894 : Araneae Hungariae. Budapest, vol. 2, p. 1-151.